# 수원호매실지구
수원호매실지구는 대한민국 경기도 수원시 권선구에 위치한 택지지구이다.  서수원의 보금자리 택지지구로 수원시 권선구 금곡동, 호매실동 일원에 속한다.

## 녹지
지구 서쪽에 칠보산이 있으며, 금곡천과 호매실천이 지구 중심을 가로지른다. 녹지율은 28%에 달한다.

## 교통
전철의 경우 화서역이 가깝지만 그 쪽으로 가는 버스가 한 노선이라 성균관대역 혹은 수원역을 이용한다.
향후 2023년 광교에서 호매실로 가는 신분당선이 착공될 예정이다. 3기 신도시와 함께 발표된 <수도권 광역교통망 개선방안>에서는 신분당선의 광교-호매실 구간 연장이 포함되었다.
도로교통의 경우, 평택파주고속도로 및 과천봉담도시고속화도로가 지구의 정중앙을 관통하며, 각각 금곡 나들목 및 호매실 나들목을 통해 진입 가능하다.

## 같이 보기
- 광교신도시